# Eparchia Adilabad
Eparchia Adilabad – eparchia Kościoła katolickiego obrządku syromalabarskiego w Indiach, z siedzibą w Adilabadzie. Została utworzona w 1999 z terenu eparchii Chanda.

## Główne świątynie
- Katedra: Katedra Świętej Rodziny w Adilabadzie

## Eparchowie
- Joseph Kunnath CMI (1999–2015)
- Antony Prince Panengaden (2015–2024)